# Mikrovågsugn

En mikrovågsugn (2016).

Mikrovågsugn eller mikro, ibland microvågsugn eller micro, sällsynt även kallad elektronugn, är en köksmaskin som värmer mat genom ett högfrekvent elektromagnetiskt fält. Detta åstadkoms genom att elektromagnetisk strålning genereras i mikrovågsugnen av en magnetron, vilket värmer vatten och andra polariserade molekyler i mat. En mikrovågsugn är avsedd för snabb uppvärmning och används vanligen för att tina mat, tillaga mat samt värma mat och dryck.

## Historia

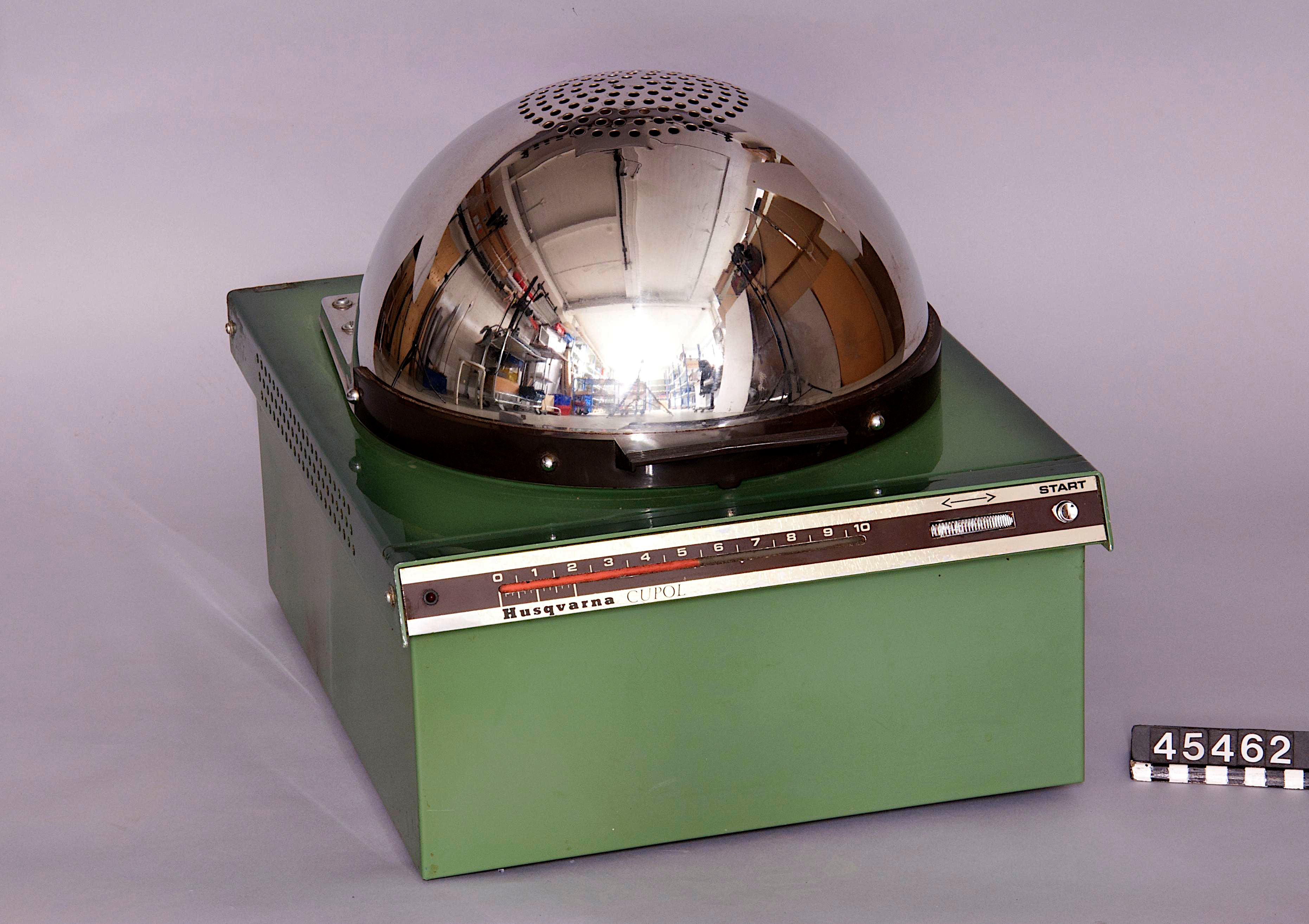
Cupol mikrovågsugn designad av Carl-Arne Breger för Husqvarna 1969.

Mikrovågsugnen uppfanns av den amerikanska ingenjören Percy Spencer. Den började produceras kommersiellt 1947 och var på den tiden 1,7 meter hög, vattenkyld och vägde 340 kilo. Försäljningssuccén lät dock vänta på sig till 1970-talet, då den främst märktes av i USA.

### Sverige
Husqvarna lanserade, enligt egen utsago, en mikrovågsugn år 1959. En av de första modellerna i Sverige var Husqvarnas Cupol som vägde 23 kilo. Philips Norrköpingsindustrier AB började producera mikrovågsugnar för professionellt bruk 1965. I slutet av 1970-talet började man även utveckla och tillverka ugnar för hemmabruk. I början av 1980-talet slog mikrovågsugnar för hemmabruk igenom på allvar och produktionen ökade kraftigt i Norrköping. All utveckling och tillverkning av mikrovågsugnar inom Philips-koncernen skedde då i Norrköping. 1989 köpte Whirlpool en del av Philips Norrköpingsindustrier och företaget bytte namn till IREMDA. 1993 övertog Whirlpool verksamheten helt och företaget bytte namn till Whirlpool. Tillverkningen flyttades senare successivt från Sverige och 2014 lades tillverkningen i Norrköping ned helt. Även Husqvarna tillverkade mikrovågsugnar i Sverige fram till 1976 på fabriken i Husqvarna. Produktionen flyttades 1976 till Arvika men förbjöds där 1979 på grund av mikrovågsläckage vid luckan.

## Teknisk bakgrund

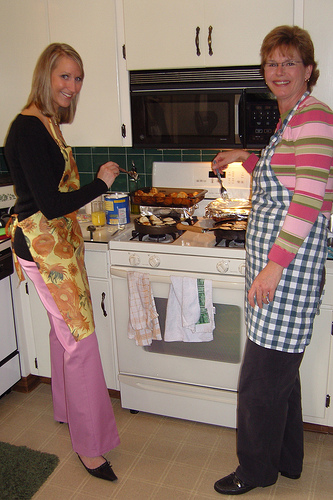
Mikrovågsugn monterad i kök ovanför spis

Mikrovågsugnen fungerar genom att ett högfrekvent elektromagnetisk fält (RF) alstras i ugnen med hjälp av en magnetron. Mikrovågorna i moderna ugnar använder frekvensen 2,45 GHz vilket motsvarar en våglängd av omkring 12 centimeter. Alla material som antingen leder ström eller som har någon form av fria dipoler i sig kommer att värmas upp. 
Vattenmolekylen blir på grund av sin uppbyggnad av väte- och syreatomer en elektrisk dipol med en positiv och en negativ ände. Dipolens negativa ände kommer att söka en positiv ände och därmed radar vattenmolekyler upp sig i kedjor med något tiotal vattenmolekyler.
En elektrisk dipol i ett elektriskt fält försöker alltid ställa in sig i fältets riktning. Eftersom dipolerna skall rätta in sig längs med fältet kommer kedjorna med vattenmolekyler att vridas sönder. Detta motsvarar ett tillskott av energi, när molekylerna åter försöker rada upp sig i kedjor kommer överskottsenergin i form av vattenmolekylernas slumpvisa rörelse, motsvarande en snabb temperaturhöjning. Om materialet även leder ström via elektroner, till exempel saltvatten, kommer även detta att leda till uppvärmning.
I fruset vatten är däremot dipolerna fixerade och det är därför is är svårt att få varmt i mikrovågsugnen: mikrovågorna går i princip rakt igenom. En isbit smälter dock så småningom ändå, eftersom den tunna vattenhinnan på ytan absorberar mikrovågen, blir varm och i sin tur smälter loss mer vatten ur isbiten. Det går alltså att koka vatten i en grop på en isbit (ända tills vattnet smälter isen). Ett gott råd är därför att hälla på en gnutta vatten, särskilt på stora isblock, för att snabbare tina fryst mat.

## Hälsa och säkerhet
Några vanliga föreställningar om mikrovågsugnar är att näringsämnen i maten och vitaminer i grönsaker förstörs i mikron, att mikrovågsstrålningen lagras i maten eller tränger ut och utgör en hälsofara.

### Livsmedel och hälsa
Mikrovågorna lagras inte i livsmedel, utan absorberas då de träffar maten och omvandlas till värmeenergi.
Vid normal tillagning kan vitaminer och mineraler till viss del urlakas i kokvatten. Det sker på grund av värme och är inte värre i mikrovågsugn än vid kokning på spis. Mikrovågsugn är ett skonsamt sätt att tillaga mat på eftersom uppvärmningen sker snabbt och inte kräver mycket vatten.

### Säkerhet och föreskrifter vid användning

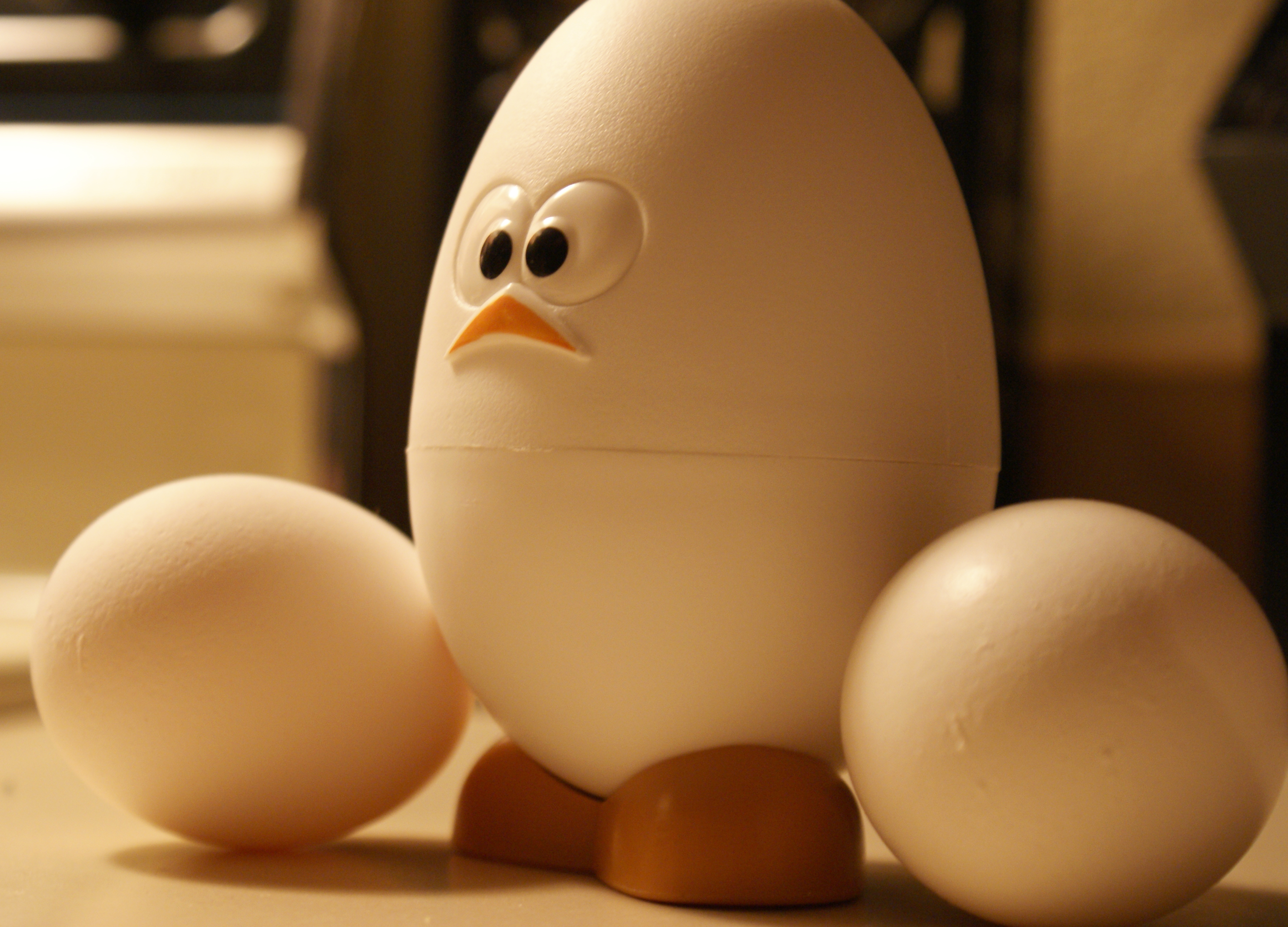
En så kallad äggkokare för mikrovågsugn.

Starka mikrovågor kan visserligen vara skadliga för människokroppen. En mikrovågsugn är däremot konstruerad för att starka mikrovågor inte ska kunna spridas utanför ugnen. Den går exempelvis inte att starta om luckan är öppen. En mikro som är avstängd eller har öppen lucka sprider inga mikrovågor. En mikrovågsugn som är hel och som används enligt bruksanvisningen läcker enbart en viss mängd svaga mikrovågor, vilket är normalt. Det finns inga kända strålskyddsrelaterade risker vid normal användning (publicerat 2017). Däremot om den används felaktigt. En mikrovågsugn som skadats ska kontrolleras noggrant av en reparatör innan den eventuellt används igen, enligt Strålsäkerhetsmyndighetens föreskrifter.
Mikrovågsugnen bör aldrig köras tom eftersom det kan skada magnetronen. Plastfilm med lufthål eller täcklock är att föredra framför vanliga tättslutande lock. Mikron bör även hållas under uppsikt vid användning på grund av att brännbara material i värsta fall kan fatta eld. Ägg bör inte kokas på vanligt sätt i mikron på grund av hög explosionsrisk. I handeln finns däremot särskilda äggkokare avsedda för äggkokning i mikrovågsugn.
Alla typer av metallföremål har tidigare ansetts som en fara att värma i mikrovågsugnen med risk att förstöra mikron, men 2007 gav omfattande tysk forskning andra slutsatser. Från och med 2007 förespråkas ibland viss metallanvändning, under särskilda förutsättningar, för att få bättre värmefördelning. Metallanvändning bör i övrigt undvikas, med risk för gnistbildning eller försämrad uppvärmning då mikrovågorna inte kan tränga igenom metallen. För den som vill använda metallkärl finns aluminiumformar som är särskilt anpassade för mikrovågsugn.
Tallrikar med guld- eller silverkant bör inte värmas i mikrovågsugnen eftersom dekoren kan bli missfärgad eller delvis försvinna.
Plastprodukter innehållande melamin skall inte användas i mikrovågsugn. Melamin blir mycket varmt i mikrovågsugn och kan därför förstöras. Det finns en risk att mängden frisläppt melamin från plast till livsmedel ökar.